# نهر كوموي
نهر كوموي هو نهر في غرب إفريقيا. ينبع النهر من هضبة سيكاسو في بوركينا فاسو، ويتدفق عبر شلالات كارفيجويلا، ويشكل جزءًا قصيرًا من الحدود بين بوركينا فاسو وساحل العاج حتى يدخل ساحل العاج، حيث يمثل الصرف الرئيسي للجزء الشمالي الشرقي من ذلك البلد قبل إفراغه في المحيط الأطلسي. ضفاف نهر كوموي مظللة بغابات المناطق المشاطئة مما يوفر موطنًا مهمًا للحياة البرية ومصدرًا للمياه الزراعية. يمكن زراعة الأرز في الأماكن التي تتشكل فيها السهول الفيضية والتي يُمكن الاعتماد عليها في ساحل العاج كمصدر غذاء أو حتى رزق. جزءٌ من النهر في شمال ساحل العاج هو مصدر الثراء النباتي الذي أكسب تلك المنطقة تصنيفًا كموقع تراث عالمي.

## المسار

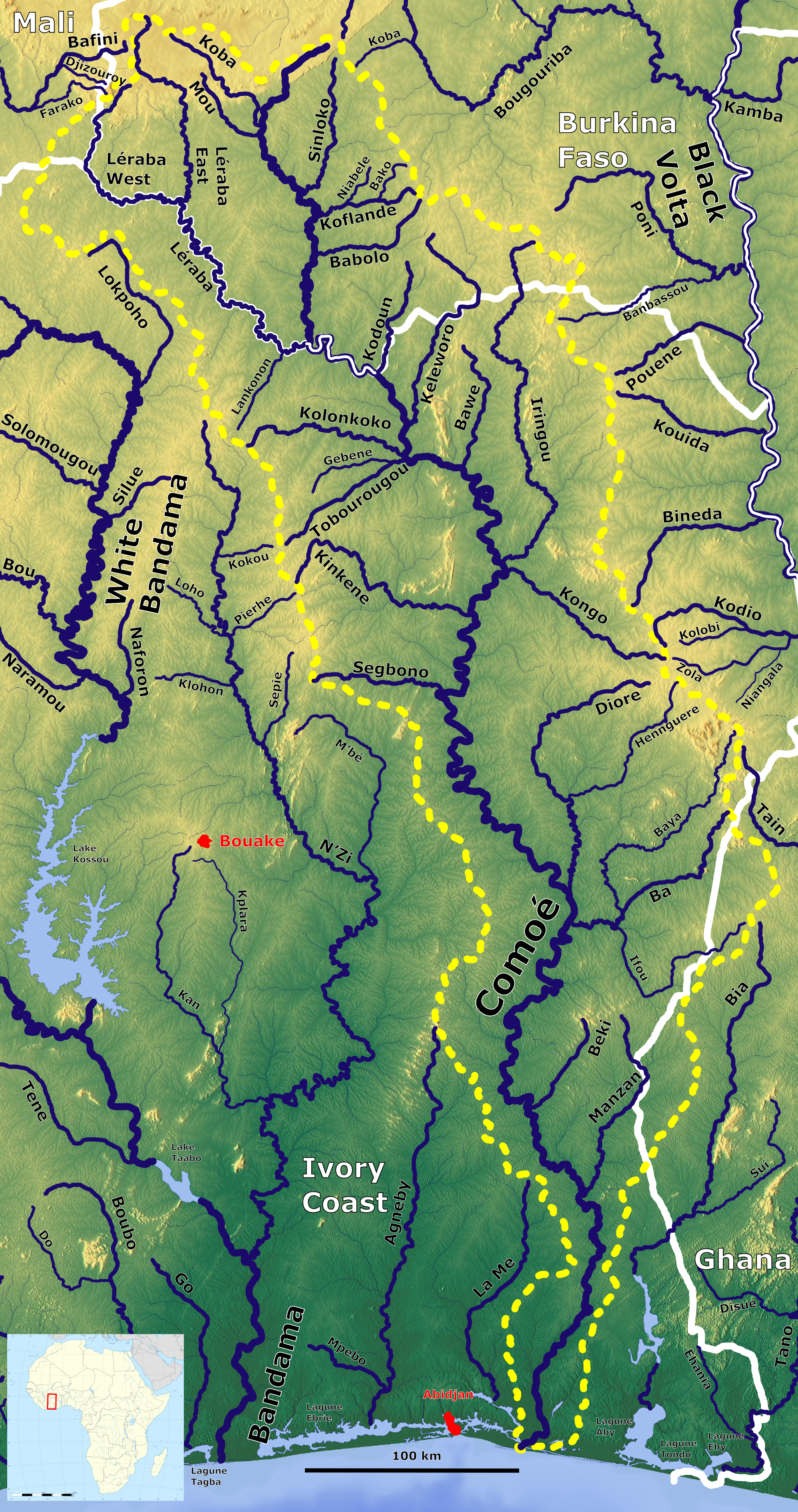
مجرى نهر كوموي

يبلغ طول نهر كوموي حوالي 759 كم. يرتفع على هضبة سيكاسو وفي تلال سيندو حيث يتدفق جنوبا فوق العديد من الشلالات بما في ذلك شلالات دي لا كوموي وشلالات كاريفيجويلا. منبع شلالات كاريفيجويلا يُعرف محليًا باسم نهر كوبا (Koba). في09°42′11″N 004°35′10″W / 9.70306°N 4.58611°W ينضم إليها من اليمين (الغرب) نهر ليرابا، وبعد ذلك يتدفق إلى الجنوب الشرقي ويشكل الحدود بين بوركينا فاسو وساحل العاج لحوالي 60 كيلومتر (37 ميل)، قبل أن يدخل ساحل العاج حيث يوجد على بُعد أربعة كيلومترات جنوب غرب قرية بالانفودوغو.
في ساحل العاج، يستمرُّ النهر في الجنوب الشرقي، بعد منتزه كوميه الوطني، ويُشكّل الحدود بين مقاطعة زان زان ومقاطعة السافانا. في09°10′26″N 003°53′33″W / 9.17389°N 3.89250°W يتحول إلى الجنوب متدفقًا عبر شرق ساحل العاج ويصب في الطرف الشرقي الأقصى ل Ébrié Lagoon وفي النهاية في خليج غينيا بالقرب من ميناء باسام الكبرى (غراند بسام). 

### الروافد
- نهر ليرابا في 09°42′11″N 004°35′10″W / 9.70306°N 4.58611°W رافد أيمن من الغرب.
- نهر بوين في 09°12′38″N 003°57′53″W / 9.21056°N 3.96472°W رافد يسار من الشمال في حديقة كوموي الوطنية.